# Генрі Юнгхенель
Генрі Юнгхенель (нім. Henri Junghänel, нар. 5 лютого 1988, Лейпциг, Німеччина) — німецький стрілець, олімпійський чемпіон 2016 року.

## Кар'єра
Займатися кульовою стрільбою почав в десятирічному віці. Спочатку великих успіхів домагався в стрільбі з пневматичної гвинтівки. У 2008 році став віце-чемпіоном Європи серед юніорів у стрільбі з гвинтівки.
Надалі основна частина успіхів німця була пов'язана зі стріляниною з дрібнокаліберної гвинтівки лежачи. У 2010 році він став другим на етапі в Пекіні, завоювавши перше кубковий подіум, а через рік здобув і першу перемогу.
У 2013 році став віце-чемпіоном Європи на першості в Осієк е, а на фіналі Кубка світу в Мюнхен е встановив світовий рекорд для фінальних раундів, набравши за 20 пострілів 211,2 бала. Станом на 2016 рік цей рекорд є чинним. За підсумками року німець, разом з італійкою  Россі, був названий  ISSF «Стрільцем року».
На  перших Європейських іграх, які пройшли в Баку в 2015 році Юнгхенель виграв золоту медаль у стрільбі з гвинтівки лежачи. Цей успіх приніс йому олімпійську ліцензію. На передолімпійському етапі Кубка світу в Ріо-де-Жанейро, який пройшов за 4 місяці до початку Ігор, німецький стрілок здобув впевнену перемогу у вправі з дрібнокаліберної гвинтівки лежачи.

## Зовнішні посилання
- Генрі Юнгхенель — олімпійська статистика на сайті Sports-Reference.com (англ.) (архівна версія)